# Bessie Gquma
Bessie Gquma, född på 1730-talet, död 1808, var en afrikansk hövdingahustru. Hon var "Stor hustru" (huvudhustru eller drottning) till Mpondo-monarken inkosi (storhövding) Sango av Tshomane i Sydafrika mellan cirka 1750 och 1792.
Bessie var ursprungligen troligen en engelsk flicka. Hennes skepp gick på grund i Sydafrika när hon var sju år gammal någon gång mellan 1736 och 1740, och hon omhändertogs av Mpondo-stammen Tshomane. Hon fick då namnet Gquema. 
När hon blev vuxen gifte hon sig med Sango (d. 1792), som blev stammens hövding. Hon beskrivs som sin makes rådgivare och medregent, klok och empatisk. 
År 1782 gick det engelska skeppet The Grosvenor på grund vid samma plats som hennes eget 40 år tidigare, och dess överlevare uppges ha stannat i stammen liksom henne. Van Reenens räddningsexpedition nådde fram år 1790 och mötte då Bessie och en by de kallade för "bastardbyn" eftersom det uppgavs finnas barn till de strandade engelsmännen där.
Bessie blev änka 1792. När hon avled 1808, blev hon en av få kvinnor som fick ett förfädersnamn. 